# Broderskab
Brotherhood (em Dinmarquês: Broderskab) é um filme dinamarquês de 2009, escrito por Rasmus Birch e Nicolo Donato, dirigido por Donato e produzido por Per Holst.

## Sinopse
Lars (Thure Lindhardt) deixa o exército dinamarquês após denúncias anônimas de que ele flertava com alguns de seus homens em troca de promoções a postos mais altos. Desiludido e zangado com sua mãe política dominadora social-democrata, ele cai nas mãos de um grupo neo-nazista e, depois da incerteza inicial, junta-se e é tomado como um novo recruta promissor. Lars então descobre que os nazistas são homofóbicos, bem como práticam assédio racista. Ele e seu colega homofóbico Jimmy (David Dencik) tornam-se companheiros e então amigos, passando da hostilidade através de admiração  para uma relutante amizade e, finalmente, um caso de amor secreto de ternura e paixão.
O irmão emocionalmente instável do Jimmy, o jovem Patrick (Morten Holst) fica com ciúmes que o recém-chegado Lars avançou rapidamente acima dele na hierarquia dentro do grupo nazista, e descobre sua relação secreta. Atormentado e irritado, ele denuncia sobre eles para Michael (Nicolas Bro), líder do grupo nazista. O grupo inteiro procura Lars, e forçar Jimmy com uma faca de bater violentamente em Lars. Mas após o ataque vicioso Jimmy permanece com Lars e leva-lo para a segura e isolado casa nazista que tinham vindo a compartilhar. Os dois ficam com vontade de deixar a Irmandade e escapar, mas assim que eles apressadamente tentam ligar o carro para fugir, um homem gay que Jimmy tinha batido violentamente em uma das expedições do grupo, que é mostrado na cena de abertura do filme, sai do escuro e o apunhala.
O filme termina com Jimmy deitado inconsciente em uma cama de hospital, Lars segurando sua mão, seus destinos são obscuros.

## Elenco
- Thure Lindhardt como Lars
- David Dencik como Jimmy
- Nicolas Bro como Michael, também chamado de "Tykke" ("Fatty")
- Morten Holst como Patrick
- Anders Heinrichsen como Lasse

## Prêmios
- Em 2009 Broderskab ganhou o prêmio de melhor filme no Rome Film Festival[1]
- Em 2012 ganhou foi premiado no "Favourite Award de Berlim"[2]